# Oberlaimbach (Gemeinde Bad Leonfelden)
Oberlaimbach ist eine Ortschaft in der Stadtgemeinde Bad Leonfelden im Mühlviertel in Oberösterreich. Die Ortschaft hat 147 Einwohner (Stand: 1. Jänner 2024).

## Geographie

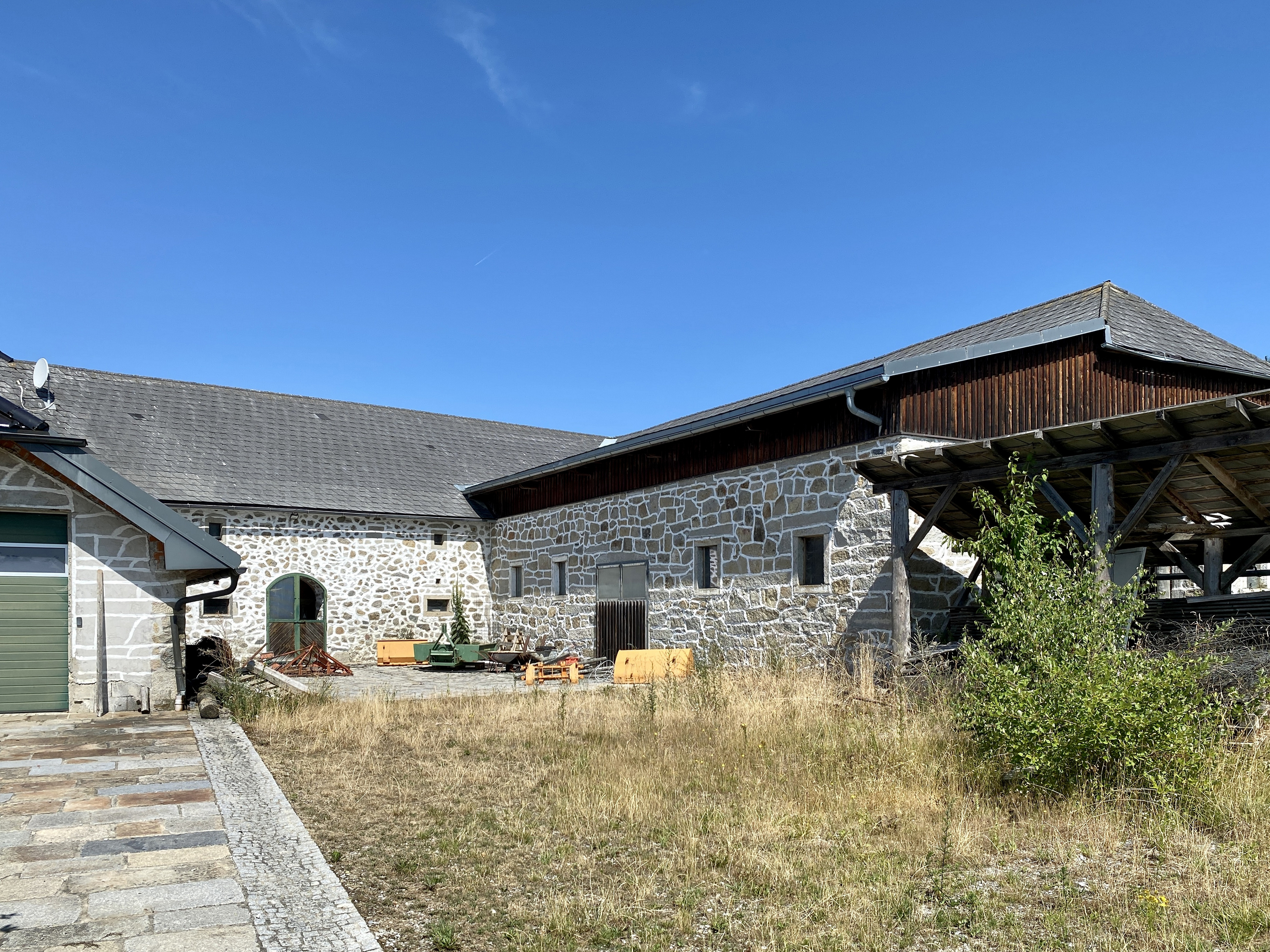
Sternmühle in Oberlaimbach

Oberlaimbach liegt in der Katastralgemeinde Laimbach und im Zählsprengel Bad Leonfelden-Umgebung. Der Ort erstreckt sich vom Leonfeldner Hochland im Osten bis zu den Südlichen Böhmerwaldausläufern im Westen. Zur Ortschaft Oberlaimbach gehören 52 Adressen (Stand: 1. April 2020). Sie besteht aus der gleichnamigen Rotte Oberlaimbach und den Einzelsiedlungen Pötscher und Sternmühle.
Durch die Ortschaft zieht sich die Europäische Hauptwasserscheide zwischen Atlantik und Schwarzem Meer. Die Rotte Oberlaimbach befindet sich im Einzugsgebiet des Flusses Große Rodl.

## Geschichte
Die Siedlung Oberlaimbach wurde wahrscheinlich im 13. Jahrhundert gegründet. Die Bezeichnung Laimpach wurde im Jahr 1356 erstmals urkundlich erwähnt. Sie leitet sich von mhd. leim für Lehm ab und ist im Sinne von „lehmiger Bach“ zu deuten.
Laut Adressbuch von Österreich waren im Jahr 1938 in Oberlaimbach ein Gastwirt, eine Mühle, ein Sägewerk, ein Tischler und mehrere Landwirte ansässig.

## Kultur und Sehenswürdigkeiten
Durch Oberlaimbach führt der 12,5 Kilometer lange, mittelschwere Wanderweg Sternsteinhof-Runde. Außerdem verlaufen mehrere mittelschwere bis schwere Radtour-Strecken durch den Ort: die 57,5 Kilometer lange Hoch-4-Runde, die 47,9 Kilometer lange Sternwald-Grenzland-Runde, die 29,6 Kilometer lange Vyšší-Brod-Runde, die 21,8 Kilometer lange Miesenwald-Runde, die 21,8 Kilometer lange Studánky-Runde und die 10,4 Kilometer lange Stadtrunde Bad Leonfelden.

## Verkehr
Durch Oberlaimbach führt die Leonfeldener Straße (B 126).